# تیت تامسار
تیت تامسار (استونیایی: Tiit Tammsaar؛ زادهٔ ۷ نوامبر ۱۹۵۱) سیاستمدار و نماینده سابق مجلس اهل استونی است.